# Provincia del Sud Sardegna
La provincia del Sud Sardegna (in sardo Províntzia de su Sud Sardigna) è stata una provincia italiana della Sardegna di 333 621 abitanti.
Istituita con L.R. N. 2 del 4 febbraio 2016, comprendeva i territori delle ex province di Carbonia-Iglesias e Medio Campidano, dismesse in conseguenza dei risultati dei referendum del 2012 in Sardegna, oltre ai comuni della provincia di Cagliari non entrati a far parte dell'omonima città metropolitana, e ai comuni di Genoni (precedentemente della provincia di Oristano) e Seui (precedentemente della provincia dell'Ogliastra). L'ente aveva come capoluogo Carbonia, il comune più popoloso del suo territorio.
Con la nuova riforma degli enti locali sardi del 2021, per la provincia del Sud Sardegna è stata prevista la soppressione: a iter concluso, gran parte del territorio è passato alle istituende province del Medio Campidano e del Sulcis Iglesiente, e il resto alla città metropolitana di Cagliari.

## Geografia fisica

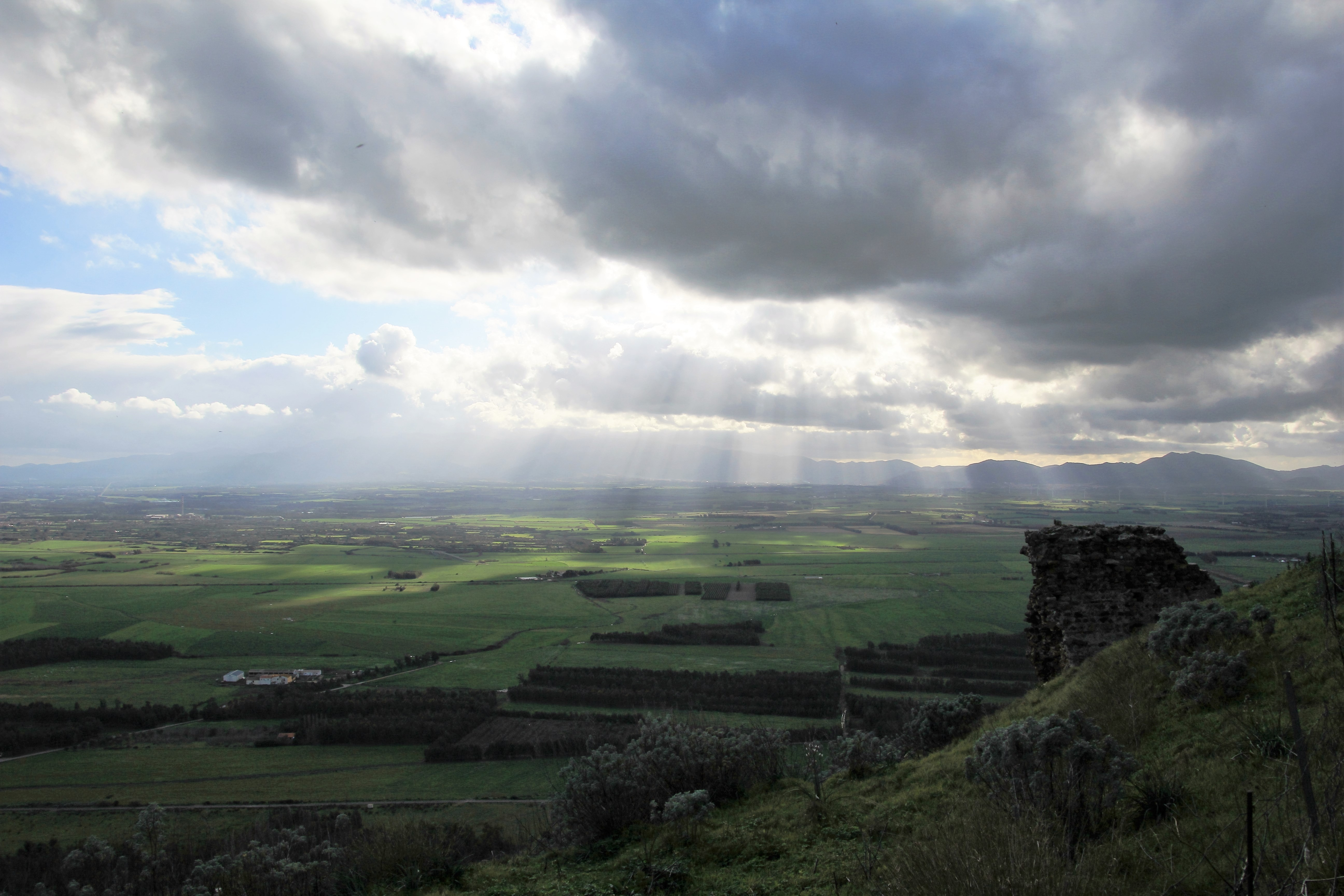
Il Campidano di Sanluri

### Territorio
La provincia occupava la parte meridionale della Sardegna e confinava a sud con la città metropolitana di Cagliari; a nord-est con la provincia di Nuoro e a nord-ovest con la provincia di Oristano.
Il territorio è caratterizzato morfologicamente da un'ampia pianura (Campidano), delimitata ad ovest, est e nord da dei massicci montuosi.
Facevano parte del territorio provinciale anche le isole dell'arcipelago del Sulcis, l'isola Serpentara, l'isola dei Cavoli ed altre più piccole.

### Orografia

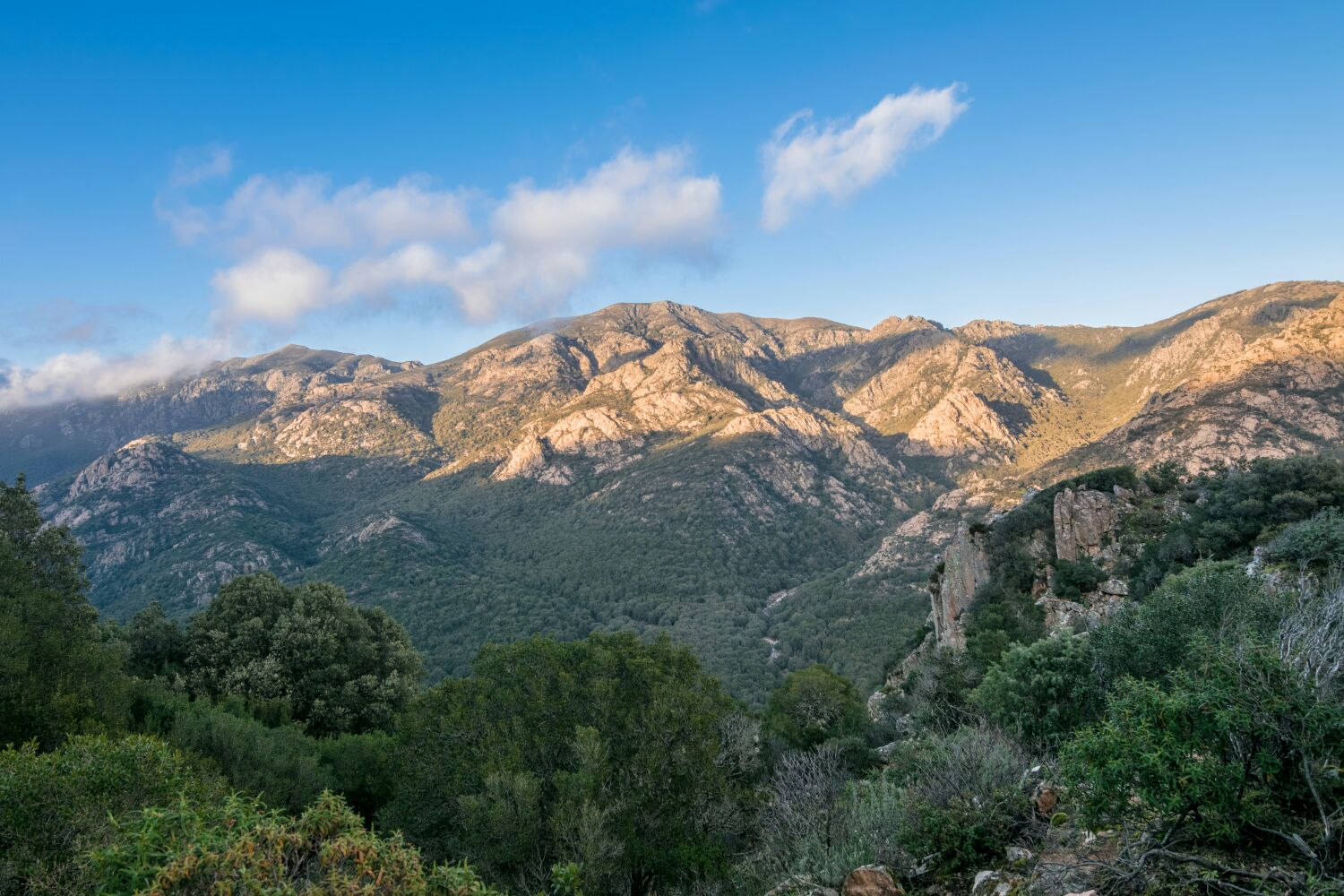
Veduta del Monte Linas da Punta Piscina Irgas

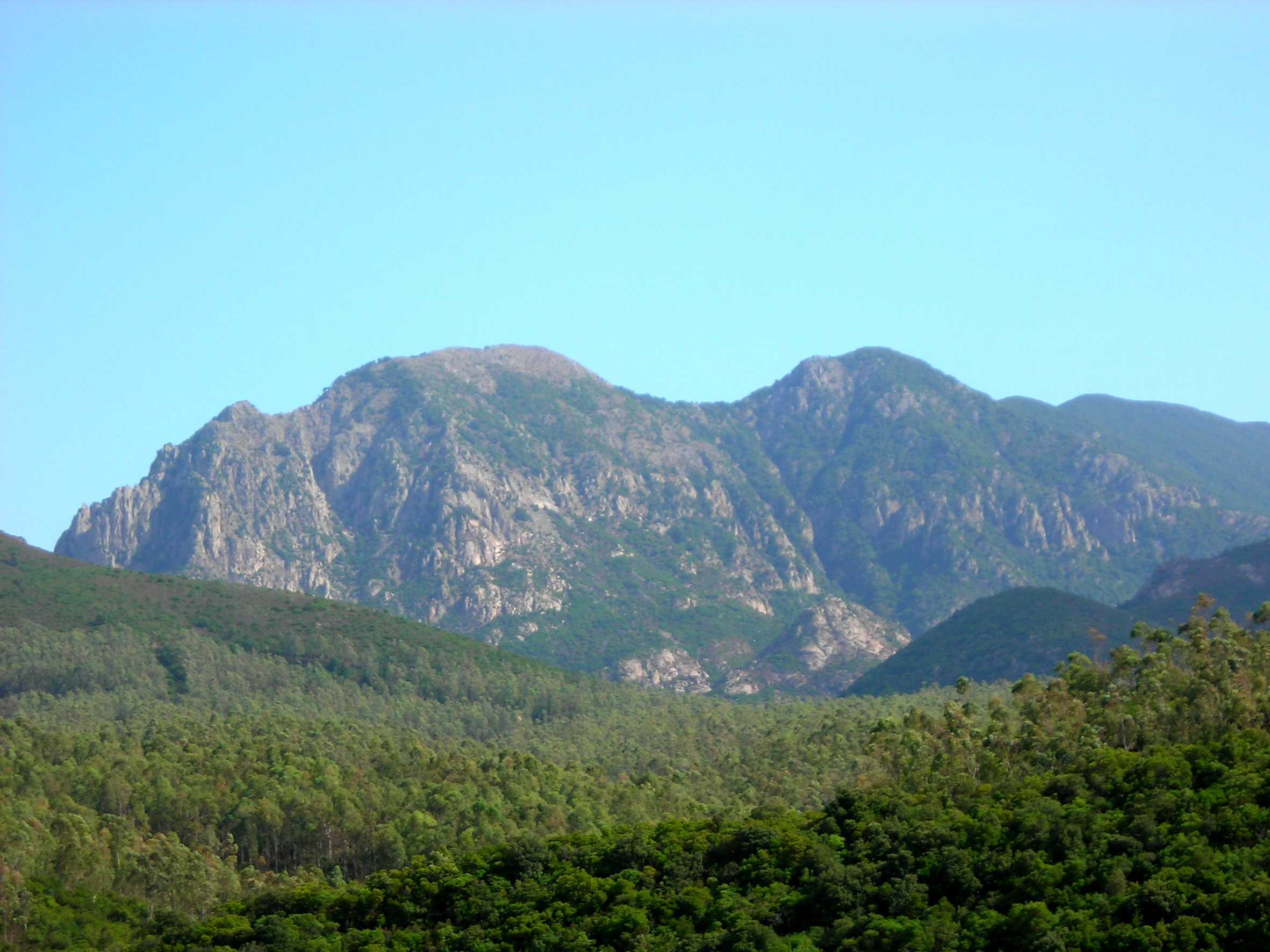
Monte Genna Spina, Nuxis

#### Monti
- Sette Fratelli
- Monte Genis
- Monte Linas
- Monti del Sulcis
- porzione meridionale del massiccio del Gennargentu.

### Idrografia

#### Fiumi
- Cixerri
- Flumini Mannu
- Flumendosa

#### Laghi
Nel territorio provinciale sono presenti i seguenti laghi artificiali:
- Lago di Monte Pranu
- Lago di Bau Pressiu
- Lago Corsi
- Lago di Coxinas
- Lago Leni
- Lago di Medau Zirimilis
- Lago Mulargia
- Lago del Flumendosa

### Mari
Sono numerose le spiagge nel territorio dell'ex provincia, bagnato dal mar Tirreno e da quello di Sardegna. Tra le principali località balneari si segnalano, da ovest verso est in senso antiorario, Piscinas, la Costa Verde, Masua, Fontanamare, le isole di Sant'Antioco e San Pietro, Porto Pino, Teulada, Chia, Villasimius e Costa Rei.

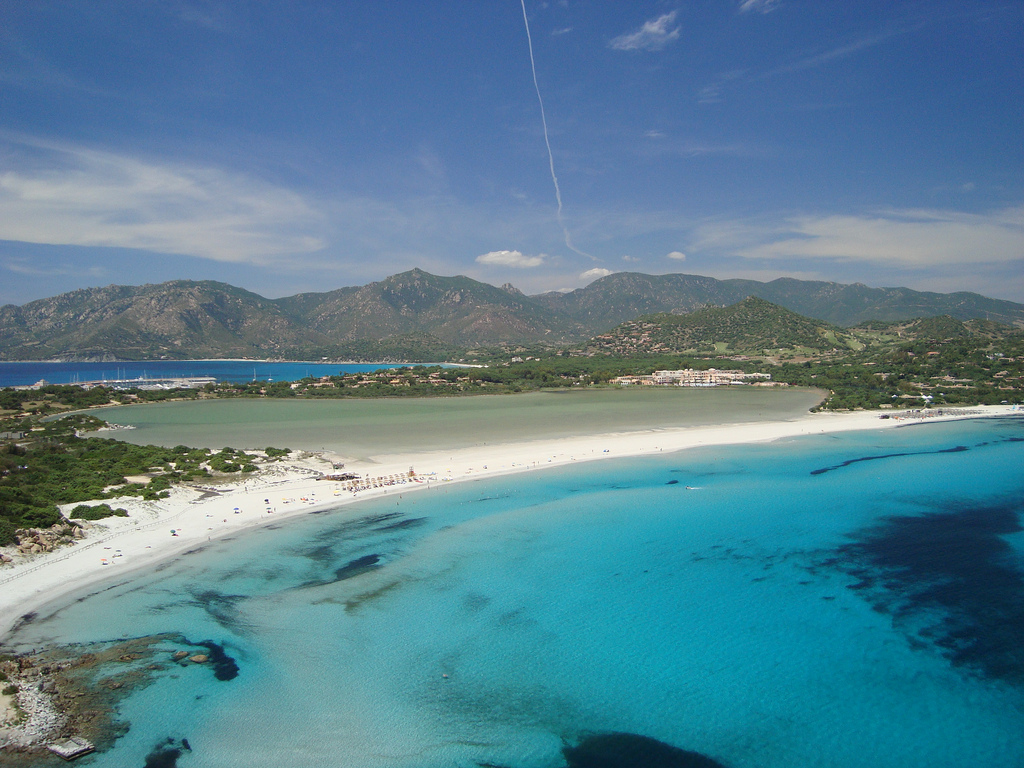
Veduta di Villasimius
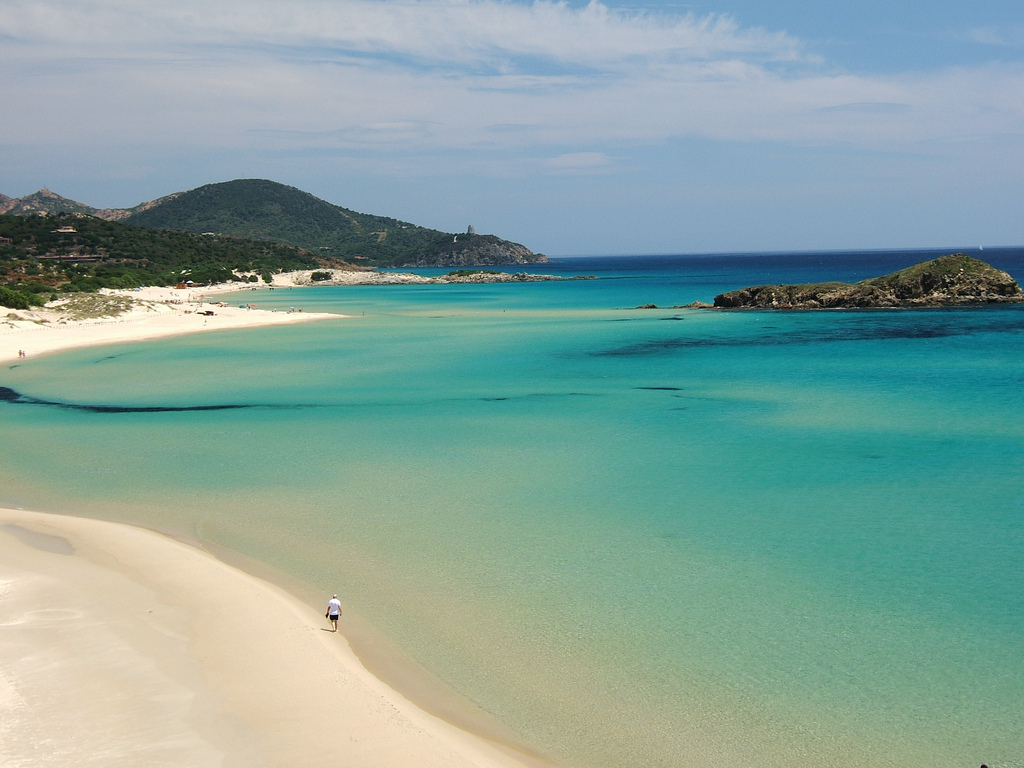
Chia
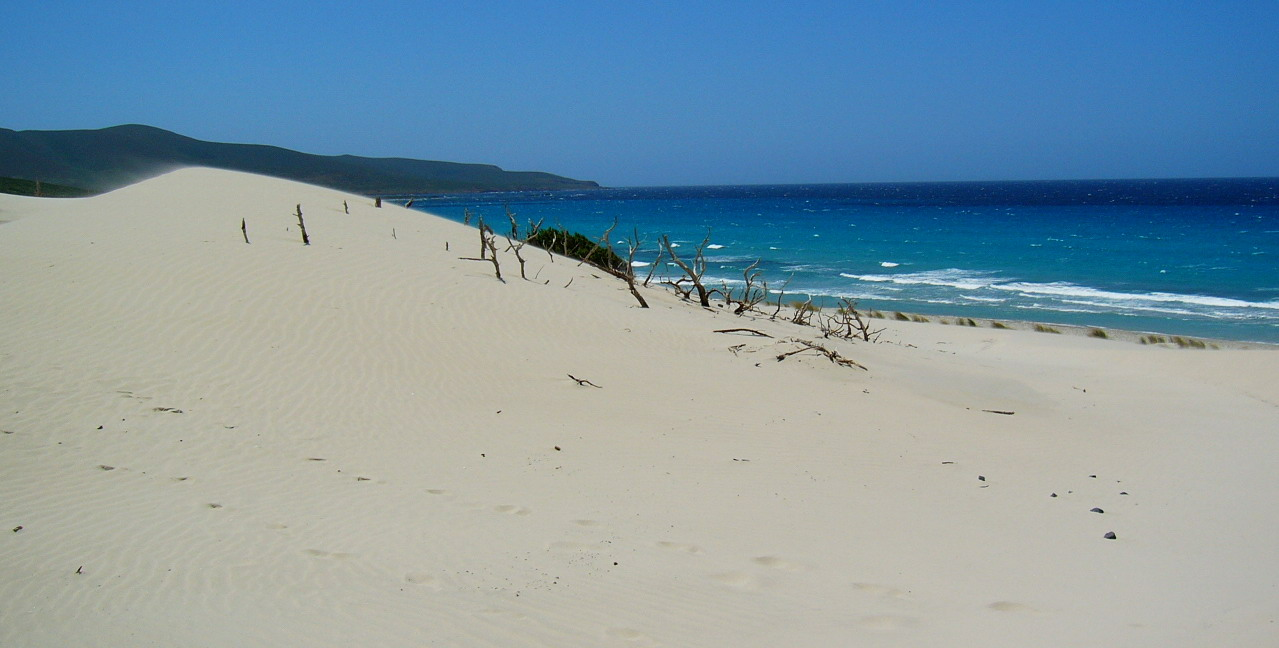
Dune Is Arenas Biancas di Teulada
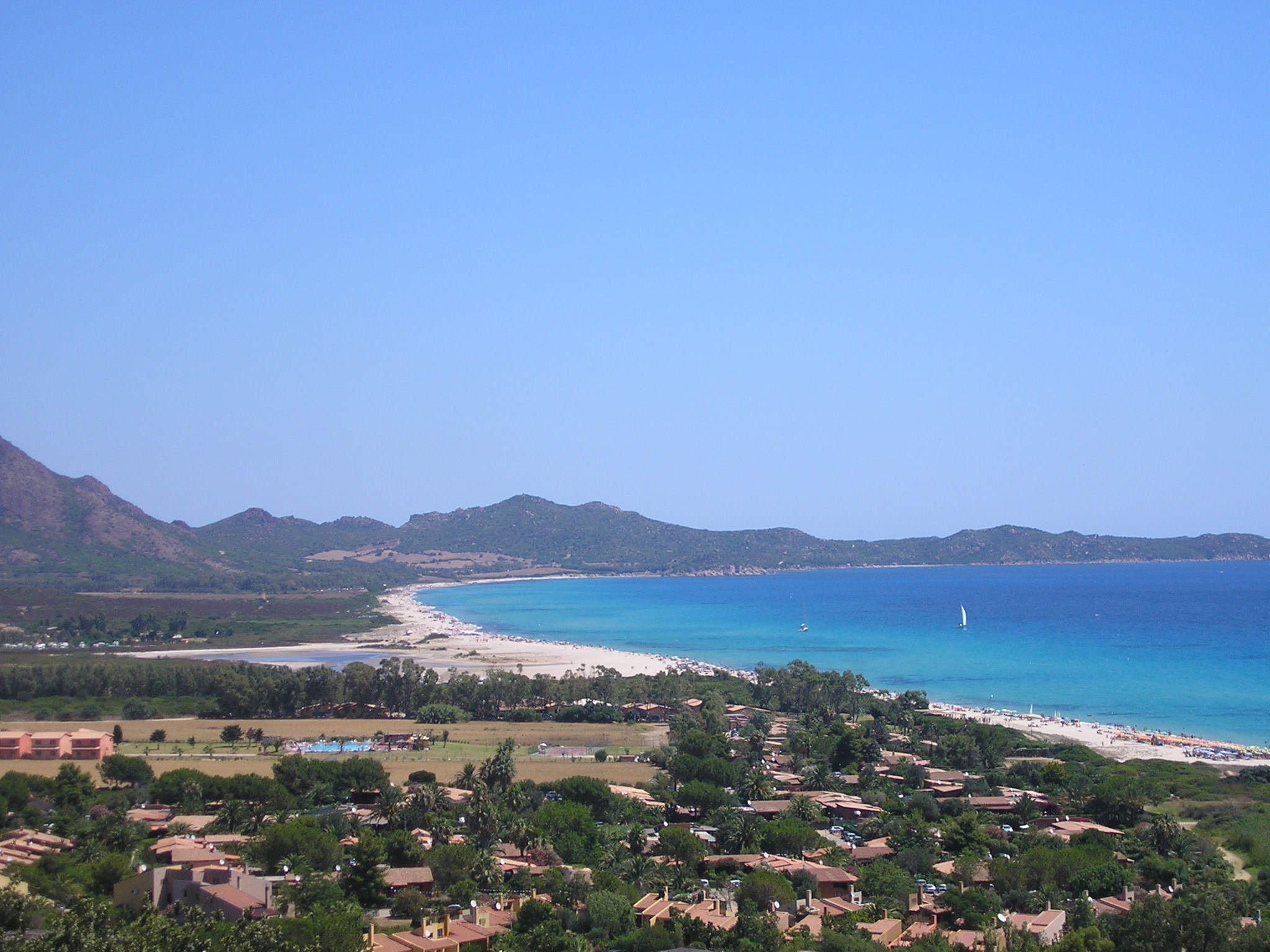
Costa Rei
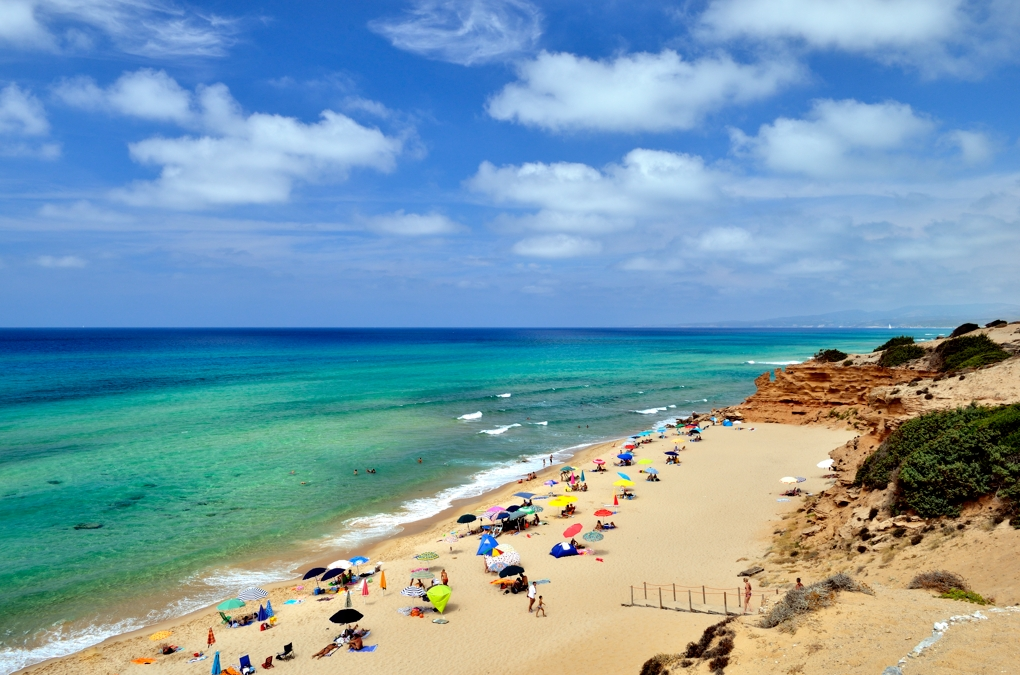
Spiaggia di Scivu

## Storia
La provincia del Sud Sardegna viene istituita il 4 febbraio 2016 a seguito della legge di riforma delle province in Sardegna (legge regionale 2/2016), e comprende nel suo ambito i territori del Campidano, della bassa Marmilla, del Sarcidano, del Sarrabus, della Trexenta e del Sulcis-Iglesiente. Il 20 aprile 2016 la giunta regionale nomina quale amministratore straordinario dell'ente Giorgio Sanna, il quale stabilisce il capoluogo provvisorio della provincia nella città di Carbonia il successivo 31 maggio. Il 7 marzo 2017 vengono inaugurati gli uffici decentrati dell'ente presso il palazzo Regio di Cagliari (ex sede della provincia di Cagliari).
Con un'ulteriore riforma degli enti locali in Sardegna datata 2021 veniva ripristinato un assetto provinciale analogo a quello pre-2016: la legge regionale 7/2021 sancì la soppressione della provincia del Sud Sardegna e una volta ultimato tale iter il suo territorio sarà diviso tra la ripristinata provincia del Medio Campidano, quella del Sulcis Iglesiente (ente erede della ex provincia di Carbonia-Iglesias) e la città metropolitana di Cagliari, la quale si espanderà andando a comprendere in buona parte il territorio della provincia omonima al momento della sua dismissione.

## Monumenti e luoghi d'interesse

### Architetture religiose
Tra le numerose architetture religiose presenti nel territorio dell'ex provincia si segnalano:
- Basilica di Sant'Antioco Martire
- Chiesa di San Pantaleo (Dolianova)
- Cattedrale di Santa Chiara

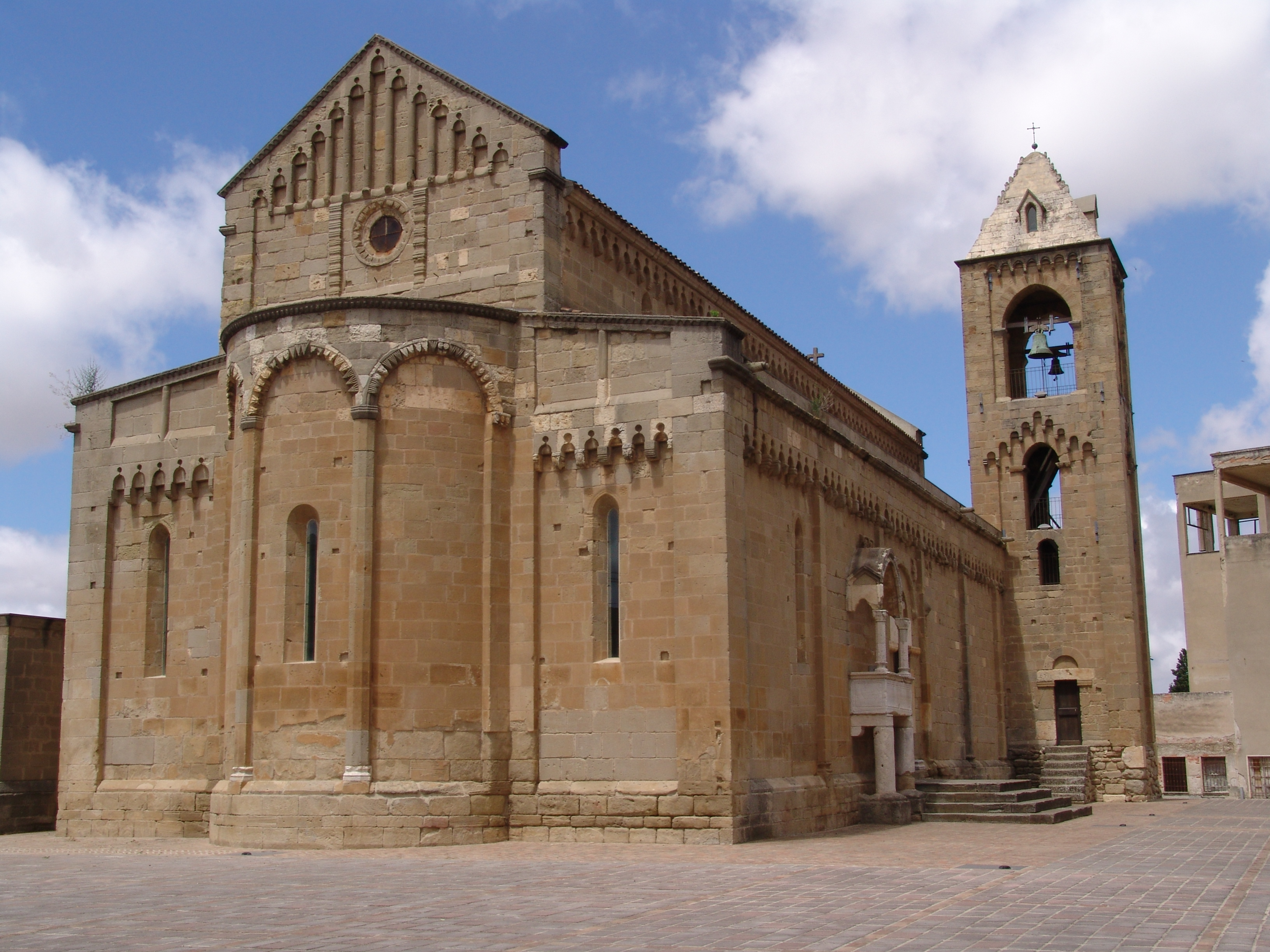
Chiesa di San Pantaleo, Dolianova

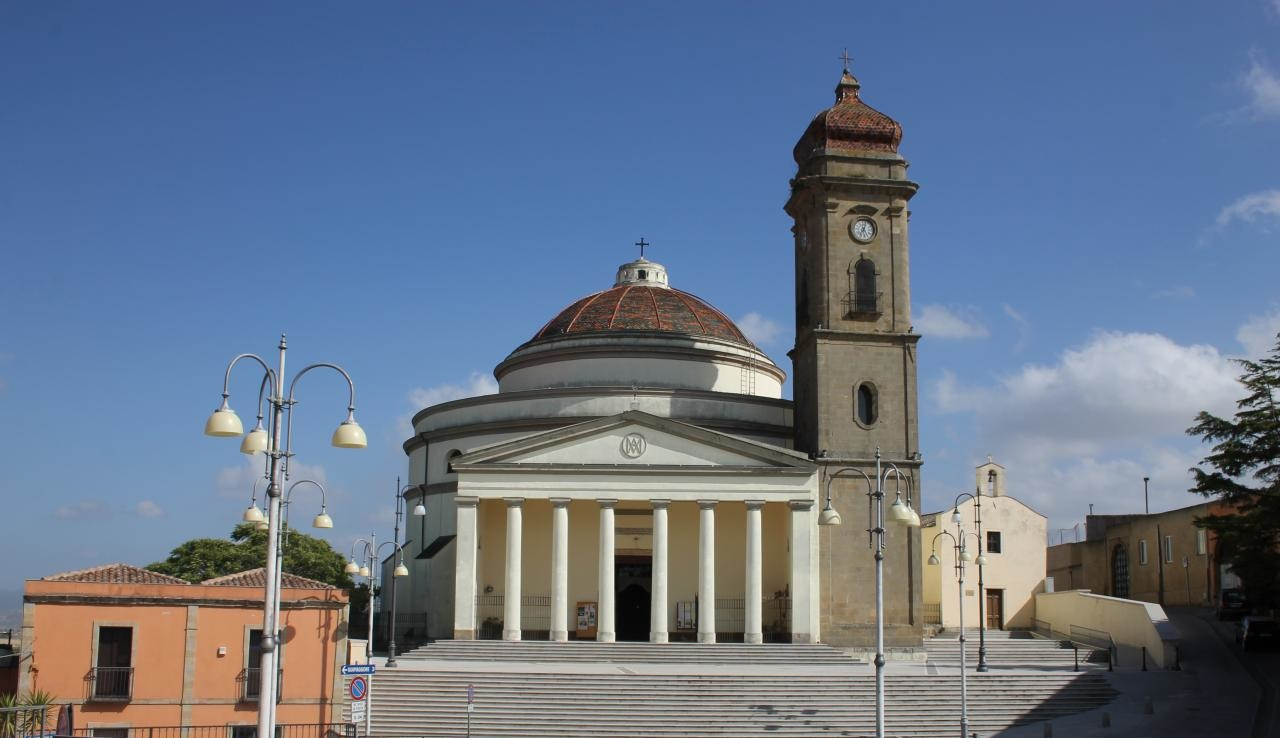
Santuario della Beata Vergine Assunta (Guasila)

- Chiesa di Santa Maria di Monserrato (Tratalias)
- Chiesa dell'Immacolata Concezione
- Chiesa di Nostra Signora del Pilar
- Chiesa di Nostra Signora delle Grazie
- Chiesa di Nostra Signora di Valverde
- Chiesa di San Francesco
- Chiesa di San Gavino Martire
- Chiesa di San Gemiliano o chiesa di San Geminiano a Samassi
- Chiesa di San Giovanni Battista (Lunamatrona)
- Chiesa di San Giovanni Battista (Villamar)
- Chiesa di San Leonardo
- Chiesa di San Michele

- Chiesa di San Gregorio
- Chiesa di San Nicola di Mira
- Chiesa di San Biagio (Villasor)
- Chiesa di San Nicola di Quirra
- Chiesa di San Pietro (Suelli)
- Chiesa di San Pietro (Tuili)
- Chiesa di San Platano
- Chiesa di San Ponziano
- Chiesa di San Salvatore
- Chiesa di Sant'Elia
- Chiesa di Santa Barbara
- Chiesa di Santa Maria di Malta
- Chiesa di Santa Maria di Sibiola

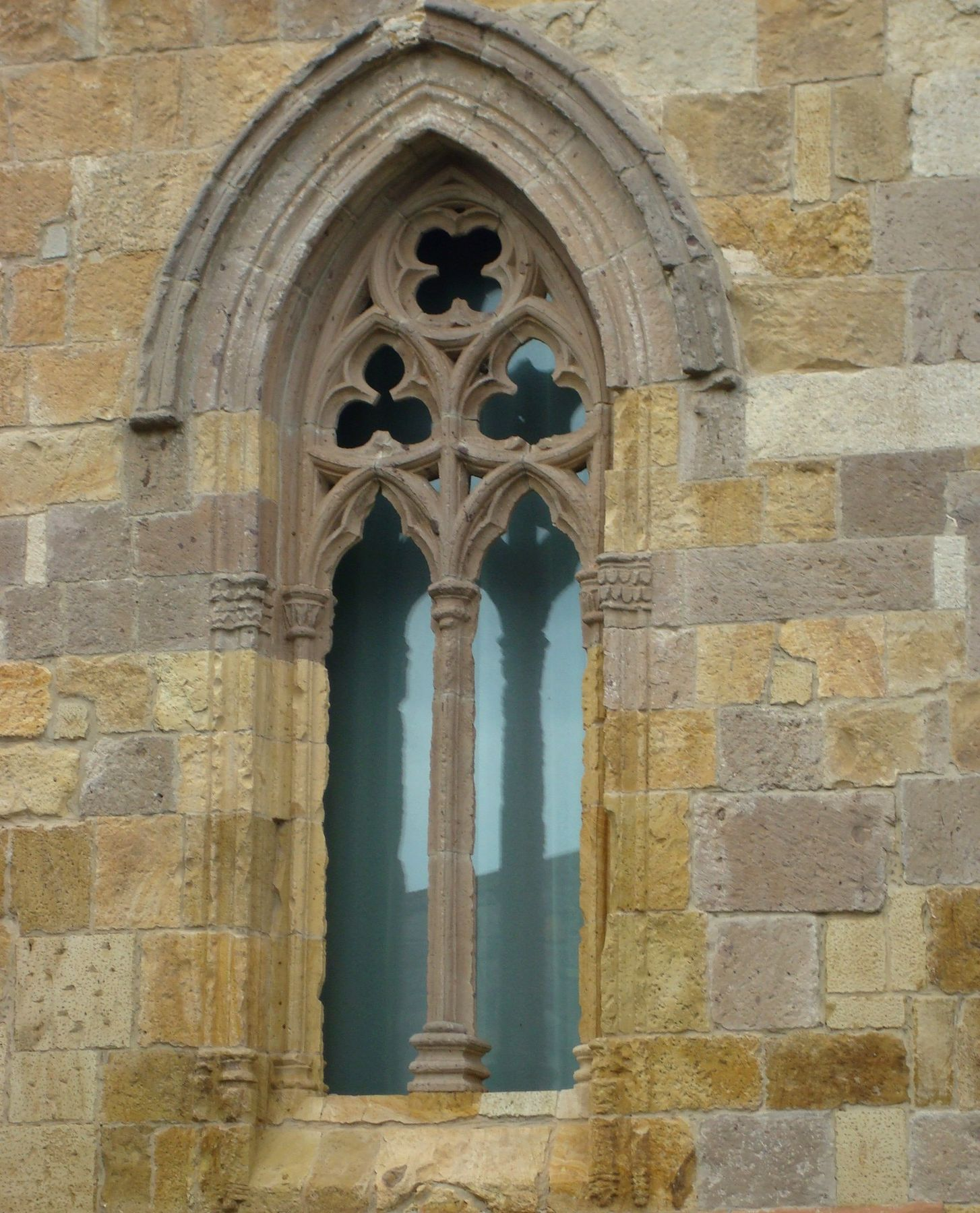
Bifora della chiesa di San Gregorio Magno, Sardara

- Santuario della Beata Vergine Assunta

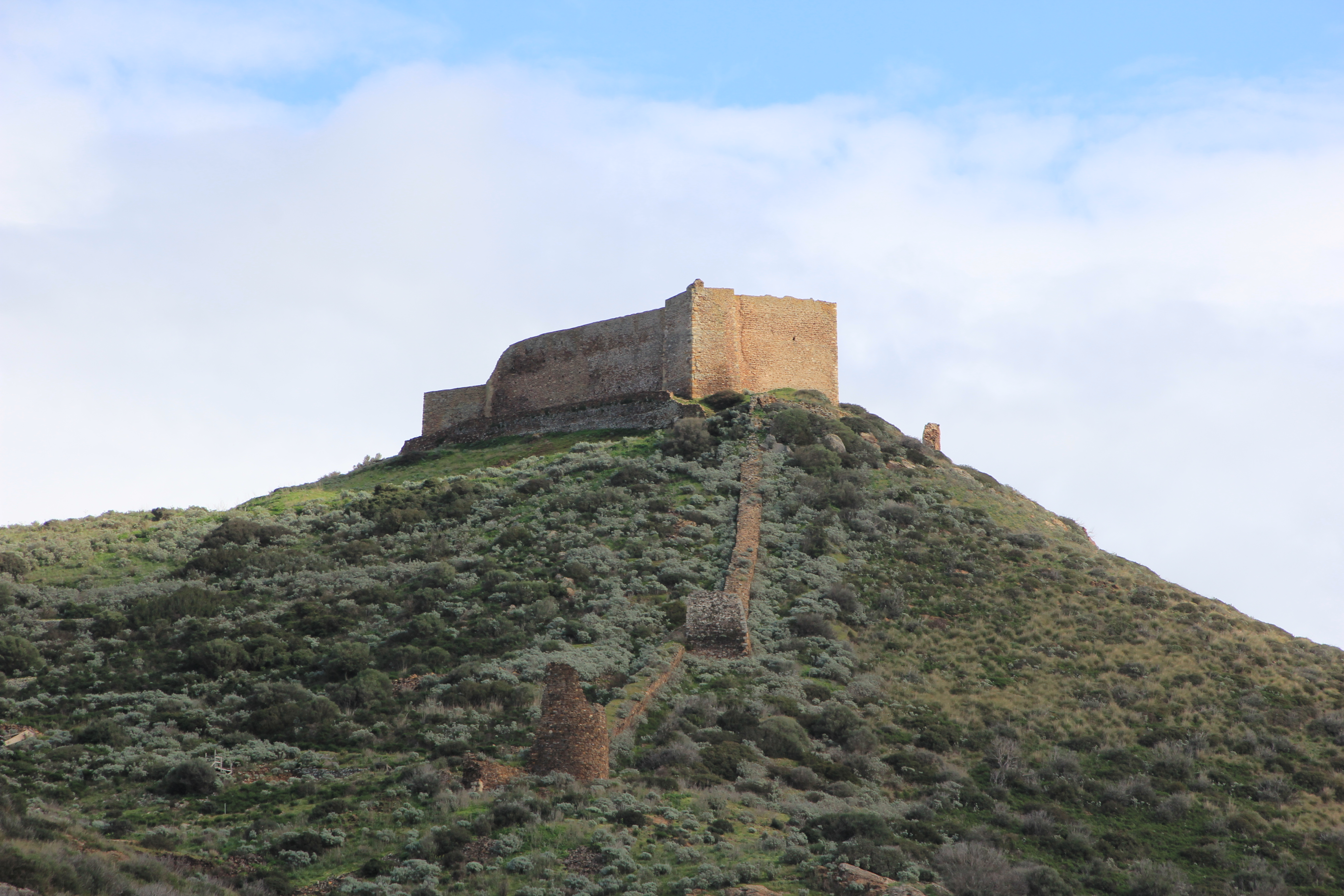
Castello di Monreale

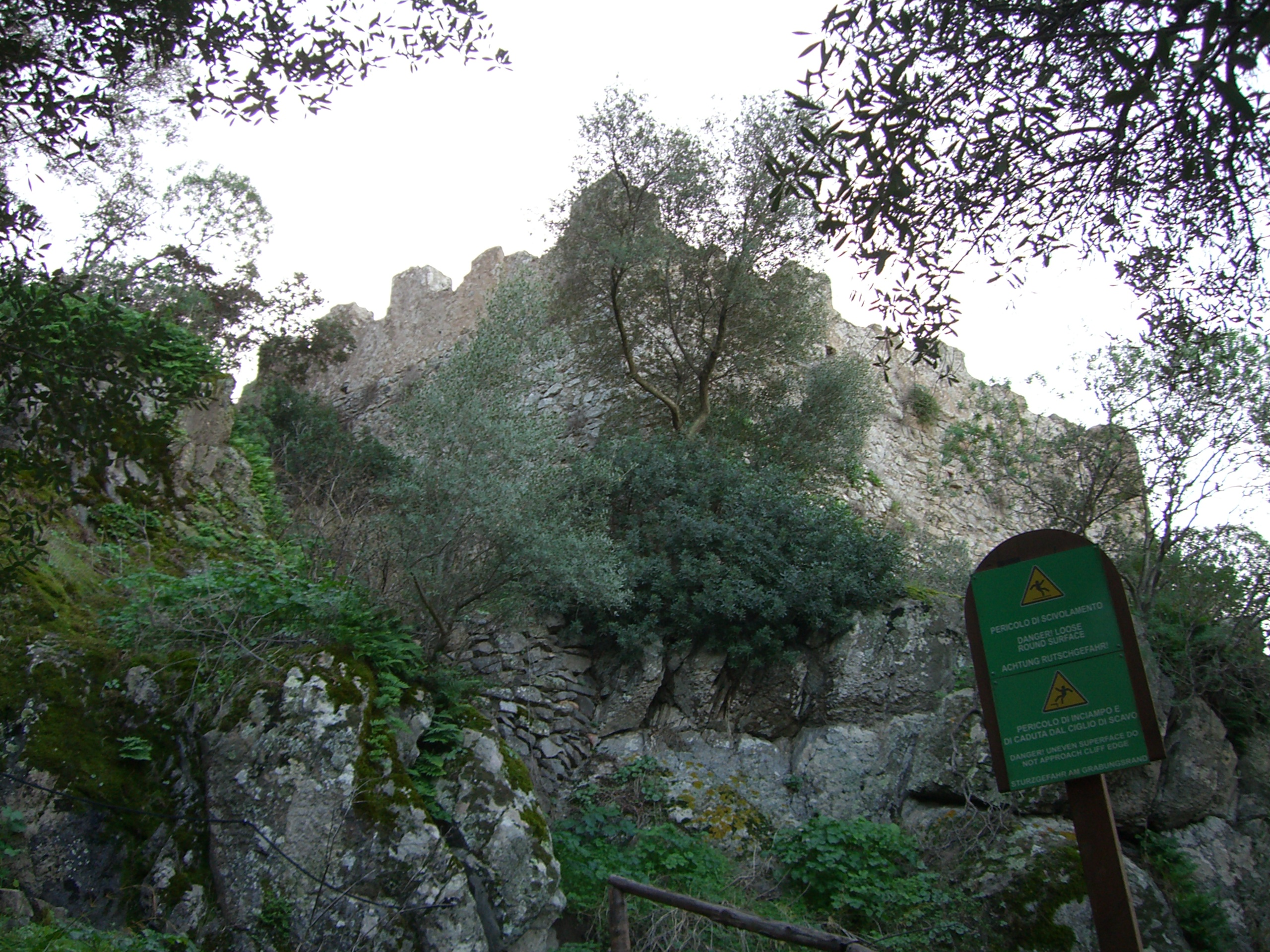
Castello di Acquafredda, Siliqua

### Architetture militari
- Castello di Acquafredda
- Castello di Sanluri
- Castello di Gioiosa Guardia
- Castello di Baratuli
- Castello di Salvaterra
- Castello di Sassai o Orguglioso
- Castello di Quirra
- Castello di Las Plassas
- Mura di Iglesias
- Torri costiere
- Castello di Villasor
- Castello di Monreale

### Siti archeologici

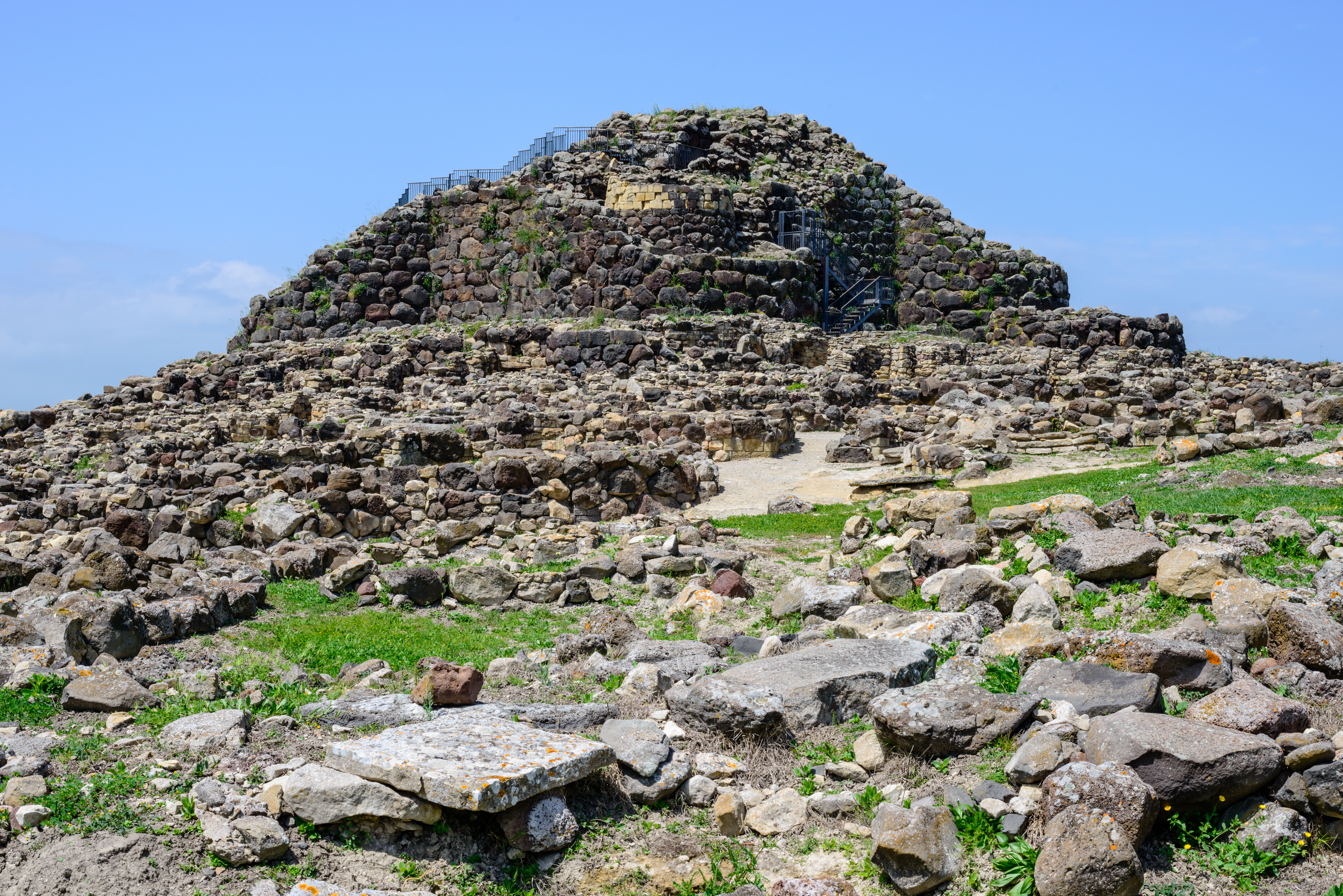
Nuraghe Su Nuraxi a Barumini

Nella parte occidentale della provincia (Sulcis-Iglesiente) sono numerosi i siti di archeologia industriale recuperati a fini turistici, legati in buona parte all'attività estrattiva esercitata nell'Ottocento e nel Novecento nell'area.
Di rilievo le aree archeologiche di Montessu, Pranu Muttedu, Barumini (villaggio nuragico Su Nuraxi), il nuraghe Arrubiu, Seruci, monte Sirai, Sulki e Antas.

## Trasporti e collegamenti

### Collegamenti stradali principali
Le strade statali che attraversano l' ex provincia sono:
- Strada statale 131 Carlo Felice: Cagliari - Porto Torres
- Strada statale 130 Iglesiente: Cagliari - Iglesias
- Strada statale 130 dir Iglesiente: Decimomannu - Monastir
- Strada statale 126 Sud Occidentale Sarda: Sant'Antioco - Marrubiu
- Strada statale 125 Orientale Sarda: Cagliari - Palau
- Strada statale 128 Centrale Sarda: Monastir - Oniferi
- Strada statale 195 Sulcitana: Cagliari - San Giovanni Suergiu
- Strada statale 196 di Villacidro: Decimomannu - Guspini
- Strada statale 293 di Giba: Sanluri - Giba

### Collegamenti ferroviari
- Ferrovia Cagliari-Isili
- Ferrovia Cagliari-Golfo Aranci
- Ferrovia Decimomannu-Iglesias
- Ferrovia Villamassargia-Carbonia

## Amministrazione
Dal momento dell'istituzione dell'ente, la provincia del Sud Sardegna è retta da un commissario straordinario nominato dalla giunta regionale della Sardegna.
| Periodo           | Periodo           | Presidente      | Partito | Carica                    | Note   |
| ----------------- | ----------------- | --------------- | ------- | ------------------------- | ------ |
| 4 febbraio 2016   | 1º gennaio 2018   | Giorgio Sanna   | -       | Commissario regionale     | [ 9 ]  |
| 1º gennaio 2018   | 19 settembre 2024 | Mario Mossa     | -       | Commissario regionale     | [ 10 ] |
| 19 settembre 2024 | in carica         | Vincenzo Basciu | -       | Commissario straordinario | [ 11 ] |

## Comuni
Facevano parte del territorio provinciale i seguenti 107 comuni:
- Arbus
- Armungia
- Ballao
- Barrali
- Barumini
- Buggerru
- Burcei
- Calasetta
- Carbonia
- Carloforte
- Castiadas
- Collinas
- Decimoputzu
- Dolianova
- Domus de Maria
- Domusnovas
- Donori
- Escalaplano
- Escolca
- Esterzili
- Fluminimaggiore
- Furtei
- Genoni
- Genuri
- Gergei
- Gesico
- Gesturi
- Giba
- Goni
- Gonnesa
- Gonnosfanadiga
- Guamaggiore
- Guasila
- Guspini
- Iglesias
- Isili
- Las Plassas
- Lunamatrona
- Mandas
- Masainas
- Monastir
- Muravera
- Musei
- Narcao
- Nuragus
- Nurallao
- Nuraminis
- Nurri
- Nuxis
- Orroli
- Ortacesus
- Pabillonis
- Pauli Arbarei
- Perdaxius
- Pimentel
- Piscinas
- Portoscuso
- Sadali
- Samassi
- Samatzai
- San Basilio
- San Gavino Monreale
- San Giovanni Suergiu
- San Nicolò Gerrei
- San Sperate
- San Vito
- Sanluri
- Santadi
- Sant'Andrea Frius
- Sant'Anna Arresi
- Sant'Antioco
- Sardara
- Segariu
- Selegas
- Senorbì
- Serdiana
- Serramanna
- Serrenti
- Serri
- Setzu
- Seui
- Seulo
- Siddi
- Siliqua
- Silius
- Siurgus Donigala
- Soleminis
- Suelli
- Teulada
- Tratalias
- Tuili
- Turri
- Ussana
- Ussaramanna
- Vallermosa
- Villacidro
- Villamar
- Villamassargia
- Villanova Tulo
- Villanovaforru
- Villanovafranca
- Villaperuccio
- Villaputzu
- Villasalto
- Villasimius
- Villasor
- Villaspeciosa

### Comuni più popolosi
Al 31 dicembre 2020 questi erano i centri più popolosi della provincia:
| Pos. | Città               | Popolazione (ab.) | Superficie (km²) | Altitudine (m s.l.m.) |
| ---- | ------------------- | ----------------- | ---------------- | --------------------- |
| 1    | Carbonia            | 26 472            | 145,54           | 111                   |
| 2    | Iglesias            | 25 602            | 208,23           | 200                   |
| 3    | Villacidro          | 13 306            | 183,48           | 267                   |
| 4    | Guspini             | 11 385            | 174,67           | 137                   |
| 5    | Sant'Antioco        | 10 814            | 87,9             | 10                    |
| 6    | Dolianova           | 9 595             | 84,31            | 212                   |
| 7    | Serramanna          | 8 715             | 83,84            | 38                    |
| 8    | San Sperate         | 8 384             | 26,24            | 41                    |
| 9    | Sanluri             | 8 308             | 84,23            | 135                   |
| 10   | San Gavino Monreale | 8 224             | 87,4             | 54                    |